# Alexandre Rodnianski
Pour les articles homonymes, voir Rodnianski.
 (mai 2025).
La mise en forme du texte ne suit pas les recommandations de Wikipédia : il faut le « wikifier ».
Les points d'amélioration suivants sont les cas les plus fréquents. Le détail des points à revoir est peut-être précisé sur la page de discussion.
- Les titres sont pré-formatés par le logiciel. Ils ne sont ni en capitales, ni en gras.
- Le texte ne doit pas être écrit en capitales (les noms de famille non plus), ni en gras, ni en italique, ni en « petit »…
- Le gras n'est utilisé que pour surligner le titre de l'article dans l'introduction, une seule fois.
- L'italique est rarement utilisé : mots en langue étrangère, titres d'œuvres, noms de bateaux, etc.
- Les citations ne sont pas en italique mais en corps de texte normal. Elles sont entourées par des guillemets français : « et ».
- Les listes à puces sont à éviter, des paragraphes rédigés étant largement préférés. Les tableaux sont à réserver à la présentation de données structurées (résultats, etc.).
- Les appels de note de bas de page (petits chiffres en exposant, introduits par l'outil «  Source ») sont à placer entre la fin de phrase et le point final[comme ça].
- Les liens internes (vers d'autres articles de Wikipédia) sont à choisir avec parcimonie. Créez des liens vers des articles approfondissant le sujet. Les termes génériques sans rapport avec le sujet sont à éviter, ainsi que les répétitions de liens vers un même terme.
- Les liens externes sont à placer uniquement dans une section « Liens externes », à la fin de l'article. Ces liens sont à choisir avec parcimonie suivant les règles définies. Si un lien sert de source à l'article, son insertion dans le texte est à faire par les notes de bas de page.
- La présentation des références doit suivre les conventions bibliographiques. Il est recommandé d'utiliser les modèles {{Ouvrage}}, {{Chapitre}}, {{Article}}, {{Lien web}} et/ou {{Bibliographie}}. Le mode d'édition visuel peut mettre en forme automatiquement les références.
- Insérer une infobox (cadre d'informations à droite) n'est pas obligatoire pour parachever la mise en page.

Pour une aide détaillée, merci de consulter Aide:Wikification.
Si vous pensez que ces points ont été résolus, vous pouvez retirer ce bandeau et améliorer la mise en forme d'un autre article.
Alexandre Rodnianski (parfois écrit Alexander Rodnyansky selon les sources ; en ukrainien Олександр Роднянський), né le 2 juillet 1961 à Kiev, est un réalisateur, producteur de cinéma et de télévision ukrainien, gestionnaire de médias, opérant en Russie et aux États-Unis. Fondateur de la chaîne de télévision ukrainienne « 1+1 ». Ancien dirigeant d’un groupe de médias « STS Média », Rodnianski est l’artisan de l’introduction en bourse de « STS Média » sur le NASDAQ, première entreprise russe à rejoindre ce marché boursier. Nommé quatre fois aux Oscars. Rodnianski a reçu plusieurs prix au Festival de Cannes, il a gagné Golden Globe et a remporté en 2018 le César du meilleur film en langue étrangère pour « Faute d’amour » d’Andreï Zviaguintsev. Son dernier film Les poings desserrés d’une jeune réalisatrice Kira Kovalenko a gagné le Grand Prix dans Un Certain Regard au festival de Cannes en 2021. Membre de l’Académie européenne du cinéma. À partir de 2016 Rodnianski est membre de l’Académie des arts et des sciences du cinéma qui remet chaque année les Oscars.

## Biographie
Alexandre Rodnianski est né dans la famille de cinéastes. Son grand-père Zinoviï Rodnianski travaillait comme scénariste et rédacteur en chef au Studio Ukrainien de Chroniques Documentaires (sa cousine est Esther Choub - célèbre cinéaste soviétique, pionnière du cinéma documentaire). Son père Efim Fridman était ingénieur en chef du Studio Ukrainien de Chroniques Documentaires, sa mère Larissa Rodnianski était critique de cinéma, productrice et créatrice du studio « Contact » de l’Union des Cinéastes de l’Ukraine.
Alexandre Rodnianski est diplômé de l’université nationale du film, du théâtre et de la télévision de Kiev où il a suivi des études de réalisation de films documentaires. Il a commencé sa carrière en 1983 au studio des films de recherche scientifique Kievnauchfilm. Il a reçu plusieurs prix pour des films documentaires qu’il a réalisés (« Les villes fatiguées », « La mission de Raoul Wallenberg », « Le rendez-vous avec le père », « Adieu, l’URSS »). De 1990 à 1993, il est producteur et réalisateur pour la chaîne de télévision allemande ZDF. En 1994, il revient en Ukraine et crée « 1+1 », la première chaîne indépendante du pays qui devient en quelques mois leader du marché

### Télévision
En 2002, Rodnianski est sollicité pour prendre la tête de l’entreprise américaine « Story First Communication » (qui deviendra plus tard « STS Média »), qui gère notamment la chaîne télévisée « STS ». Sous sa direction, « STS Média » se transforme en groupe de télévision nationale et totalise cinq chaînes qui diffusent dans trois pays.
Rodnianski est l’artisan de l’introduction en bourse de « STS Média » sur le NASDAQ, première entreprise russe à rejoindre ce marché boursier. En 2002, la valeur de la chaîne « STS » est évaluée à environ 40 millions de dollars. Lorsque Rodnianski quitte « STS Média » en 2009, la capitalisation boursière de la société s’élève à 4 milliards de dollars. « STS » a alors doublé le nombre de ses téléspectateurs et s’est hissé à la quatrième place des chaînes les plus populaires en Russie; en restant l’une des plus grandes entreprises à capital ouvert en Europe. À partir de 2011 Rodnianski se focalise entièrement sur la production du cinéma.

### Cinéma
Tout au long de sa carrière, Rodnianski a produit plus de 30 films et plus de 20 séries télévisées. Parmi les plus connus, figurent Est-Ouest de Régis Wargnier, Le Chauffeur pour Vera de Pavel Tchoukhraï, Le Neuvième escadron et L'Île habitée de Fiodor Bondartchouk, Le Soleil d'Alexandre Sokourov, Elena, Léviathan et Faute d'amour d'Andreï Zviaguintsev, ou encore Une grande fille de Kantemir Balagov.
Quatre films produits par Rodnianski ont été nommés aux Oscars dans la catégorie Meilleur film en langue étrangère: Les Mille et une recettes du cuisinier amoureux de Nana Djordjadze (en 1997), Est-Ouest de Régis Wargnier (en 2000), Léviathan (en 2015) et Faute d'amour (en 2018) d'Andreï Zviaguintsev.
En 2004 Rodnianski devient propriétaire du festival du cinéma Kinotavr, le plus grand festival du film qui se déroule en Russie, considéré comme le festival national de Russie. En 2008 Rodnianski a été invité au jury du Festival international du film de Berlin.
En 2009 Rodnianski fonde A.R. Films Media Corporation dont fait partie l'entreprise de production et de distribution Non-Stop Production. Le groupe inclut également le festival de cinéma Kinotavr.
En 2011, le film Un samedi presque parfait, réalisé par Alexandre Mindadze et produit par Alexandre Rodnianski est présenté en compétition officielle du  61e  festival international du film de Berlin. En 2011, le film Elena, réalisé par Andreï Zviaguintsev et produit par Alexandre Rodnianski, remporte le prix spécial du jury dans la sélection « Un certain regard » du Festival de Cannes.
Le film Jayne Mansfield's Car, comédie dramatique de Billy Bob Thornton, devient la première production d’Alexandre Rodnianski aux États-Unis. La première du film a lieu en compétition officielle du Festival international du film de Berlin en 2012.
En 2012, Alexandre Rodnianski produit Machete Kills et Sin City : J'ai tué pour elle, basé sur les bandes dessinées de Frank Miller et coproduit Cloud Atlas, un film de Lana et Lilly Wachowski et Tom Tykwer.
En 2013, Alexandre Rodnianski produit le drame épique de guerre Stalingrad, réalisé par Fiodor Bondartchouk. Il s’agit du premier film russe réalisé en format IMAX. L’histoire est basée sur la bataille historique de la seconde guerre mondiale. Les recettes engendrées par Stalingrad ont permis au film de devenir un des plus grands succès du cinéma russe contemporain et détenteur du record du box-office russe de la décennie : 68,2 millions de dollars en comptant la Russie, l’Ukraine et la Chine. Dans ce dernier pays, le film a été diffusé sur 7 136 écrans et a rapporté 11,5 millions de dollars. Il s’agit de la meilleure ouverture d’un film non chinois et non hollywoodien dans le pays.
En 2014, Léviathan, réalisé par Andreï Zviaguintsev et produit par Alexandre Rodnianski, est sélectionné dans la compétition officielle du 67e Festival de Cannes et a remporté le prix du meilleur scénario. L'œuvre reçoit un bon accueil critique en France. Sur le site Allociné, la note moyenne est de 4,1 sur 5, pour 27 titres de presse. Dans sa critique, Le Monde parle de « plans-séquences d'une extraordinaire fluidité, [de] cadrages somptueux, [d’]images magnifiques du Grand Nord russe » et ajoute que « d'un point de vue formel, c'est du grand cinéma ». Léviathan a remporté un Golden Globe en 2015 pour le meilleur film en langue étrangère et a été nommé pour l'Oscar du meilleur film en langue étrangère.
À l’été 2015 Alexandre Rodnianski a lancé la production du film Le Duelliste réalisé par le célèbre réalisateur russe Alexeï Mizguiriov. Le Duelliste est un film d'action qui associe aussi d’autres genres, comme le thriller mystique et le mélodrame. Le Duelliste raconte l’histoire de Iakovlev, un officier retraité, payé par des adversaires appelés à se battre en duels pour les représenter à leur place. C’est ainsi qu’il gagne sa vie, mais ce qui compte le plus à ses yeux est son honneur. Le passé de Iakovlev est trouble, il a été victime d’humiliations en public et il a été menacé de déshonneur et de mort mais il a réussi à survivre. Après plusieurs années d’exil et d’errance, il revient à Saint-Pétersbourg, animé par un seul but : se venger de tous ceux qui sont responsables de ses malheurs et regagner son honneur perdu. Le film a été principalement tourné à Saint-Pétersbourg et dans la banlieue de l’ancienne capitale impériale. Le Duelliste est sorti au cinéma en Russie le 29 septembre 2016. Il s’agissait du troisième film russe produit en format IMAX.
En 2016 Alexandre Rodnianski a été invité en tant que membre du Jury Caméra d'or du 69e Festival de Cannes.
En 2017 Alexandre Rodnianski poursuit sa collaboration avec Andreï Zviaguintsev. Leur film Faute d'amour a été sélectionné en 2017 au Festival de Cannes où il a gagné le Prix du jury. L’histoire a été inspirée par le groupe de recherche et sauvetage Liza Alert et l’envie de Zviaguintsev de créer un film sur la vie d’une famille. Le film raconte l'histoire d'une famille contemporaine moscovite qui va bientôt divorcer. Les personnages principaux (Mariana Spivak et Alexeï Rozine) sont encore mariés, mais chacun a commencé un nouveau chapitre amoureux, et c'est pourquoi ils ont hâte d'en finir avec les formalités et de divorcer. Dans le même temps, ils oublient leur fils de 12 ans Aliocha qui se sent mal-aimé. Un matin, Aliocha part à l'école et ne revient plus. Les recherches commencent.
En France, l'accueil critique du film a été très positif : le site Allociné propose une moyenne de 4/5 à partir de l'interprétation de 29 critiques de presse.
Faute d'amour a gagné en 2018 César du meilleur film étranger. Cette victoire a marqué le succès exceptionnel, comme ce prix a été reçu pour la première fois dans l’histoire du cinéma russe.
Le film Faute d’amour a été nommé aux Oscars et Golden Globe comme meilleur film en langue étrangère.
En 2018 Alexandre Rodnianski a coproduit un film russe L'Homme qui a surpris tout le monde réalisé par Natalia Merkoulova et Alexeï Tchoupov. Ce film a été sélectionné au Festival de cinéma de Venise en 2018, dans la section Orizzonti, et l’actrice Natalia Koudriachova y a reçu le prix pour la meilleure interprétation féminine.
En 2019 un film russe Une grande fille réalisé par Kantemir Balagov et produit par Alexandre Rodnianski a été récompensé par deux prix du 72e Festival de Cannes - ce film a reçu le Prix de la mise en scène dans la section Un Certain Regard et Prix du jury de la FIPRESCI (également dans la section Un Certain Regard) avec un libellé « pour l'esthétique fascinante du langage du film et l’histoire unique du traumatisme d'après-guerre ». Une grande fille a été distribué en France par ARP Sélection.
Dès le début de l’opération militaire russe en Ukraine, Alexandre Rodnianski a annoncé que tous ses projets russes seraient mis en pause ou arrêtés complètement. Il va se concentrer sur son entreprise américaine AR Content qui développe des films et des séries de fiction ainsi que documentaires en anglais et dans d’autres langues. Parmi les titres déjà annoncés il y a une série  «Khan», développé avec Fox Entertainment, et «Red Rainbow» réalisé par Andrij Parekh, un réalisateur et directeur de la photographie Américain nommé aux Emmys.

## Vues politiques
Depuis 20 ans Alexandre Rodnianski a vécu et travaillé en Russie sans acquérir la nationalité russe. Né à Kiev, il reste un citoyen ukrainien par son passeport. Il a beaucoup de proches et d'amis en Ukraine, même si sa propre famille est russophone.
Dans une interview en 2014, Rodnianski a donné son opinion sur l’annexion de la Crimée. Selon lui, la perte de la Crimée en 1992 est perçue comme un traumatisme psychologique profond des dernières décennies pour les Russes, et l’annexion était perçue comme inévitable dans la conscience sociale. Néanmoins, Rodnianski était sûr que la guerre entre la Russie et l’Ukraine n’était pas possible. En 2015 il disait qu’il voyait les imperfections des systèmes politiques dans les deux pays et regrettait de constater le contrôle de la culture et de la télévision par le gouvernement en Ukraine égal à celui en Russie.  
En 2019 Rodnianski a critiqué la censure en Russie, ainsi que sa tendance à la séparation du monde.  
En avril 2020 le studio de Rodnianski “Non-Stop Production” a été exclu de la liste des compagnies leaders de l’industrie formée par le Fondation du cinéma russe, c’est-à-dire il ne pouvait plus prétendre au soutien de l’État pour ses projets.
Dans les premiers jours de la guerre russo-ukrainienne, Rodnianski s’est prononcé publiquement contre les actions militaires. Dans ses interviews pour des médias internationaux, comme Le Monde, Financial Times, Variety, Deadline, Screen International, il a appelé plusieurs fois au cessez-le-feu et à la paix.
Sa page sur Instagram est devenue en quelque sorte un média pacifique, une plateforme où Rodnianski partage des témoignages de la guerre avec son large audience russophone.  
Selon Jerusalem Post, Rodnianski aurait joué un rôle important pour inviter un milliardaire russe Roman Abramovich à participer dans les pourparlers de paix russo-ukrainiens. Des médias anglais et américains, y compris Sky News et Financial Times ont publié la même information. Rodnianski a noté que Roman Abramovich ne pouvait pas influencer les décisions du gouvernement russe, mais il était le seul représentant de l’élite qui a accepté tout de suite d’y participer.
À la suite de la position publique de Rodnianski contre la guerre, le ministre de la Défense russe Sergei Shoigu a lancé un appel officiel au ministre de la Culture russe Olga Lubimova à « exclure Alexandre Rodnianski et ses projets de l’agenda culturel russe ». La lettre officielle publiée dans le média russe The Insider évoque aussi le président ukrainien Vladimir Zelensky. Alexandre Rodnianski a répondu publiquement qu’il n’avait pas besoin du soutien gouvernemental, mais c’était le destin des films qu’il avait produits qui l’inquiétait, y compris les projets des auteurs russes comme Andreï Zviaguintsev, Kantemir Balagov, Kira Kovalenko et beaucoup d’autres.
Rodnianski non seulement s’est prononcé contre la guerre et le régime politique en cours, mais dans son article pour Financial Times il a aussi appelé les pays occidentaux à ne pas sanctionner les Russes qui se prononcent contre le régime, où qu’ils se trouvent, à l’étranger où au sein du pays.
Un source publique pro-militaire qui forme la liste des « traîtres nationaux qui sont un danger pour les intérêts du pays » a nommé Alexandre Rodnianski un «ennemi national».

Le 21 octobre 2024, Alexandre Rodnianski est condamné par contumace à huit ans et demi de prison par un tribunal russe pour avoir publié des critiques sur l'invasion de l'Ukraine par la Russie.

## Filmographie
- 1997 : Les Mille et une recettes du cuisinier amoureux de Nana Djordjadze
- 1999 : Est-Ouest de Régis Wargnier
- 2004 : Le Chauffeur pour Vera de Pavel Tchukhrai
- 2005 : Le Neuvième escadron (9 rota) de Fiodor Bondartchouk
- 2005 : Le Soleil de Alexandre Sokourov
- 2006 : La chaleur de Rézo Guiguineichvili
- 2006 : Piter FM de Oksana Bychkova
- 2008 : Russia 88 (Rossiya 88) de Pavel Bardin (producteur exécutif)
- 2008 : Battlestar Rebellion de Fiodor Bondartchouk
- 2009 : L’île habitée de Fiodor Bondartchouk
- 2010 : Carré blanc de Jean-Baptiste Leonetti (coproducteur)
- 2011 : Elena d'Andreï Zviaguintsev
- 2011 : Un samedi presque parfait (V subbotu) d'Aleksandr Mindadze
- 2012 : Jayne Mansfield's Car de Billy Bob Thornton
- 2012 : Cloud Atlas de Lana et Lilly Wachowski (coproductrice)
- 2013 : Standing Up de D. J. Caruso
- 2013 : Dyatlov Pass Incident de Renny Harlin
- 2013 : Machete Kills de Robert Rodriguez
- 2013 : Stalingrad de Fiodor Bondartchouk
- 2014 : Léviathan d'Andreï Zviaguintsev
- 2014 : Sin City : J'ai tué pour elle de Robert Rodriguez
- 2015 : Le Duelliste d'Alexeï Mizguiriov
- 2017 : Faute d'amour d'Andreï Zviaguintsev
- 2019 : Une grande fille de Kantemir Balagov
- 2021 : Les Poings desserrés de Kira Kovalenko
- 2021 : Mama, I'm Home de Vladimir Bitokov

## Distinctions
- Golden Globes, artiste d'honneur d'Ukraine, Prix TEFI, Aigle d'or, Nika.